# Elly Hakami
Elly Hakami (née le 25 août 1969) est une joueuse de tennis américaine, professionnelle du milieu des années 1980 à 1997.
En 1987, alors classée 44e, elle a joué le 3e tour à l'US Open (battue par Gabriela Sabatini), sa meilleure performance en simple dans une épreuve du Grand Chelem.
Elly Hakami a remporté un tournoi WTA en simple pendant sa carrière.

## Palmarès

### Titre en simple dames
| No | Date       | Nom et lieu du tournoi                | Catégorie | Dotation | Surface    | Finaliste      | Score    |          |
| -- | ---------- | ------------------------------------- | --------- | -------- | ---------- | -------------- | -------- | -------- |
| 1  | 27/07/1987 | California State Championships, Aptos |           | 50 000 $ | Dur (ext.) | Melissa Gurney | 6-3, 6-4 | Parcours |

### Finale en simple dames
Aucune

### Titre en double dames
Aucun

### Finale en double dames
Aucune

## Parcours en Grand Chelem

### En simple dames
| Année | Open d'Australie | Open d'Australie | Internationaux de France | Internationaux de France | Wimbledon       | Wimbledon      | US Open        | US Open          |
| 1986  | n/a              | n/a              | -                        | -                        | -               | -              | 2e tour (1/32) | Camille Benjamin |
| 1987  | -                | -                | -                        | -                        | -               | -              | 3e tour (1/16) | G. Sabatini      |
| 1988  | -                | -                | 1er tour (1/64)          | Lori McNeil              | 2e tour (1/32)  | M. Navrátilová | 2e tour (1/32) | M. Navrátilová   |
| 1989  | -                | -                | 1er tour (1/64)          | C. Tanvier               | 1er tour (1/64) | Elise Burgin   | -              | -                |
| 1994  | 1er tour (1/64)  | MJ Fernández     | -                        | -                        | -               | -              | -              | -                |
| 1995  | 1er tour (1/64)  | Wiltrud Probst   | -                        | -                        | -               | -              | -              | -                |

À droite du résultat, l’ultime adversaire.

### En double dames
| Année | Open d'Australie              | Open d'Australie          | Internationaux de France     | Internationaux de France | Wimbledon                     | Wimbledon                 | US Open                       | US Open                    |
| 1987  | -                             | -                         | -                            | -                        | -                             | -                         | 2e tour (1/16) B. Gerken      | Terry Phelps R. Reggi      |
| 1988  | -                             | -                         | 1er tour (1/32) A. Villagrán | Steffi Graf G. Sabatini  | 1er tour (1/32) Jaime Kaplan  | Henricksson C. Jolissaint | 1er tour (1/32) T. Zambrzycki | Lise Gregory Ronni Reis    |
| 1989  | -                             | -                         | 1er tour (1/32) S. Stafford  | L. Ferrando P. Tarabini  | 1er tour (1/32) Sandy Collins | M. Bollegraf Eva Pfaff    | 1er tour (1/32) A. Villagrán  | C. Lindqvist C. MacGregor  |
| 1991  | 1er tour (1/32) Pilar Vásquez | Anne Minter Tracey Morton | -                            | -                        | -                             | -                         | -                             | -                          |
| 1993  | -                             | -                         | -                            | -                        | -                             | -                         | 1er tour (1/32) S. Reece      | Debbie Graham B. Schultz   |
| 1994  | 1er tour (1/32) S. Reece      | C. Martínez L. Neiland    | -                            | -                        | -                             | -                         | 3e tour (1/8) D. Scott        | Katrina Adams M. Bollegraf |
| 1995  | -                             | -                         | -                            | -                        | -                             | -                         | 1er tour (1/32) D. Scott      | Petra Ritter Studeníková   |
| 1996  | 1er tour (1/32) D. Scott      | B. Schultz Rennae Stubbs  | -                            | -                        | -                             | -                         | -                             | -                          |
| 1997  | 1er tour (1/32) S. Pitkowski  | L. Neiland Helena Suková  | -                            | -                        | -                             | -                         | -                             | -                          |

Sous le résultat, la partenaire ; à droite, l’ultime équipe adverse.

### En double mixte
| Année | Open d'Australie | Open d'Australie | Internationaux de France   | Internationaux de France    | Wimbledon | Wimbledon | US Open | US Open |
| 1988  | -                | -                | 1er tour (1/32) M. Bahrami | Luciana Tella Mauro Menezes | -         | -         | -       | -       |
| 1989  | -                | -                | 3e tour (1/8) M. Bahrami   | Robin White Jim Grabb       | -         | -         | -       | -       |

Sous le résultat, le partenaire ; à droite, l’ultime équipe adverse.

## Classements WTA

### Classements en simple en fin de saison
| Année | 1986 | 1987 | 1988 | 1989 | 1990 | 1991 | 1992 | 1993 | 1994 | 1995 | 1996 |
| Rang  | 117  | 43   | 69   | 270  | 240  | 284  | 755  | 361  | 150  | 258  | 409  |

Source : (en) « Classements de Elly Hakami », sur le site officiel du WTA Tour

### Classements en double en fin de saison
| Année | 1987 | 1988 | 1989 | 1990 | 1991 | 1992 | 1993 | 1994 | 1995 | 1996 |
| Rang  | 68   | 120  | 105  | 275  | 539  | -    | 123  | 159  | 145  | 146  |

Source : (en) « Classements de Elly Hakami », sur le site officiel du WTA Tour